# Assia Djebar

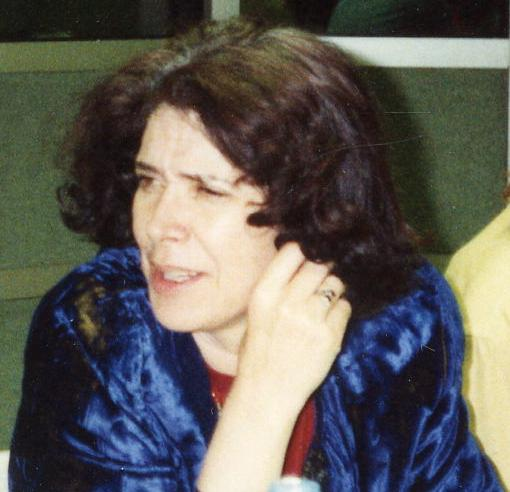
Assia Djebar (1992)

Signatur

Assia Djebar (bürgerlich Fatima-Zohra Imalayène; * 30. Juni 1936 in Cherchell bei Algier; † 6. Februar 2015 in Paris) war eine in französischer Sprache schreibende algerische Schriftstellerin, Regisseurin, Historikerin und Hochschullehrerin. Sie gilt als eine der renommiertesten Autorinnen aus dem Maghreb. Ihre Werke sind in mehr als 20 Sprachen übersetzt worden.

## Leben und Werk

### Leben
Geboren wurde Assia Djebar als Fatima-Zohra Imalayène in eine Großfamilie mit traditionellen Strukturen. Ihre Mutter entstammte einer Berberfamilie, ihr Vater war einer der wenigen einheimischen Lehrer an einer Grundschule der französischen Kolonialmacht und bezeichnete sich als Sozialist. Fatima-Zohra besuchte sowohl eine Koranschule als auch die Schule, an der ihr Vater unterrichtete. Anschließend konnte sie als eine von wenigen arabischen Schülerinnen ein französischsprachiges Gymnasium absolvieren.
Ihr Vater ermöglichte ihr auf der einen Seite den Erwerb von Bildung und die Möglichkeit, sich relativ frei im öffentlichen Raum zu bewegen. Auf der anderen Seite unterband er jedoch strikt jeden Versuch, mit dem anderen Geschlecht Kontakt aufzunehmen. In ihrem Roman L’Amour, la fantasia (1985) beschreibt Djebar unter anderem ihre Kindheit zwischen Tradition und Moderne unter der Herrschaft des französischen Kolonialismus.
Nach dem einjährigen Besuch eines Vorbereitungskurses an einem renommierten Lycée in Paris, unter anderem bei Dina Dreyfus, trat sie 1955 in die École normale supérieure de jeunes filles in Sèvres ein, studierte dort Geschichte und wurde somit zur ersten Algerierin und muslimischen Studentin an einer französischen Eliteuniversität. Sie engagierte sich gemeinsam mit anderen algerischen Studenten im antikolonialistischen Kampf, nahm an einem Studentenstreik teil und musste die Universität deshalb nach zwei Jahren des Studiums verlassen.
Um ihre Familie nicht zu verletzen und zu gefährden, nahm sie – bevor sie 1957 erst 21-jährig ihren ersten Roman La soif (dt. Durst, 2002) veröffentlichte – den Namen Assia Djebar an. Assia bedeutet Trost, Djebbar Unnachgiebigkeit. Es handelt sich um eine Liebesgeschichte ohne Bezug auf den aktuellen antikolonialen Kampf, in der sie auch die Beschreibung von Sexualität nicht ausspart. Dieses Buch machte sie in Frankreich schnell bekannt. Sie wurde dort mit Françoise Sagan verglichen. Unter Algeriern stieß sie auf heftige Ablehnung. Die einen bezeichneten sie als unmoralisch, ja sogar „Hure“, während andere ihren „kleinbürgerlichen“ Hintergrund monierten. 1958 kam Les impatients (dt. Die Ungeduldigen, 2000) heraus. Dort schreibt sie über die Situation arabischer Frauen im damals noch kolonisierten Algerien. Protagonistin ist eine junge gebildete Frau, die ihrem Geliebten nach Paris folgt. Djebar thematisiert erneut erotische Fragen und die Enge der algerischen Gemeinschaft, aber auch „das Recht der Kolonisierten auf Emanzipation“.
Im selben Jahr zog sie mit ihrem damaligen Ehemann, dem algerischen Freiheitskämpfer Walid Garn, der in Frankreich verfolgt wurde, ins Exil nach Tunesien. Dort schloss sie ihr Studium ab und arbeitete als Journalistin für eine politische Zeitung. Für kurze Zeit hatte sie anschließend an der Universität von Rabat (Marokko) einen Lehrauftrag, bevor sie nach der Unabhängigkeit 1962 an die Universität Algier wechselte und dort Geschichte – insbesondere diejenige des Maghreb – und Theaterwissenschaften unterrichtete. Seit 1965 lebte sie wieder in Paris.
In den 1970er Jahren verfasste Djebar keine Romane, hielt sich häufig in Algerien zu Recherchen auf, schuf zwei erfolgreiche Dokumentarfilme in arabischer und berberischer Sprache und arbeitete als Regisseurin und Regieassistentin in weiteren Filmen. Sie hatte zuvor klassische arabische Studien betrieben. „In ihren späteren Romanen bereicherte sie denn auch die französische Sprache durch Klänge und Rhythmen des Arabischen.“
Nach ihrer Scheidung 1975 lehrte sie Theaterwissenschaft an der Universität in Algier. 1980 heiratete sie den algerischen Schriftsteller Malek Alloula. Das Ehepaar wohnte vorwiegend in Paris, besuchte aber häufig die algerische Heimat. Ab den 1990er Jahren mussten diese Besuche aus politischen Gründen unterbleiben.
Ab Anfang der 1980er Jahre veröffentlichte sie wiederum Romane, Erzählungen und Essays, darunter ihr Hauptwerk, das Algerische Quartett: 1985 L’amour, la fantasia (dt. Fantasia, 1993); 1987 Ombre Sultane (dt. Die Schattenkönigin, 1991); 1995 Vaste est la prison (dt. Weit ist mein Gefängnis, 1997). Der vierte Band blieb unveröffentlicht. 2007 erschien ihre Autobiografie Nulle part dans la maison de mon père (dt. Nirgendwo im Haus meines Vaters, 2009) über ihre Kindheit und frühe Jugend im Maghreb.
1997 erhielt Assia Djebar eine Professur am Zentrum für französische und frankophone Studien der Louisiana State University. Von 2001 bis zu ihrem Tod lehrte sie an der New York University. Sie lebte in Paris und New York.
Assia Djebar starb am 6. Februar 2015 in Paris. Beerdigt wurde sie in ihrer Heimatstadt Cherchell bei Algier.

### Werk
Bereits 1957 wurde Assia Djebar mit ihrem ersten Roman La Soif in Frankreich berühmt. Sie beschreibt darin den Emanzipationsversuch einer jungen arabischen Frau in Algerien, kurz vor dem Unabhängigkeitskrieg. Auch ihr zweites Buch befasst sich mit dem Streben nach Freiheit, dem Aufbegehren gegen die Grenzen der patriarchalischen Tradition. In den beiden folgenden Werken verknüpft sie Schicksale von Frauen, die im Schatten stehen, mit der algerisch-französischen Geschichte.
Die frühen Romane weisen eine kontinuierliche Erzählstruktur auf. Die Gefühle und Wünsche eines Teils (vorwiegend intellektueller) arabischer Frauen, die sich nicht selbst äußern konnten, werden thematisiert. Von Kritikern sah sich Assia Djebar mit dem Vorwurf konfrontiert, sie stelle die Geschlechterfrage in den Mittelpunkt ihrer Romane, anstatt sich vornehmlich mit dem Freiheitskampf des algerischen Volkes zu beschäftigen. Außerdem schreibe sie in der Sprache des Feindes.
Djebar setzte sich daraufhin intensiv mit der Sprache ihrer Literatur auseinander, die sie einerseits als Medium der Kolonialisten ansah, andererseits aber als Instrument zum Transport freiheitlicher, emanzipatorischer Ideen einer arabischen intellektuellen Frau.
Sie legte eine literarische Schaffenspause ein. Anfang der 1970er Jahre studierte sie klassisches Arabisch. Ihre Dokumentarfilme in arabischer Sprache bezogen sich auf die Lebenswirklichkeit in Algerien. Hier lag ihr Schwerpunkt bei der Darstellung der Äußerungen vergessener algerischer Frauen, zum Teil mit berberischem Hintergrund.
Ab den 1980er Jahren publizierte Djebar erneut in französischer Sprache, benutzte jedoch häufig arabische oder berberische Wendungen. Auch ihr Rhythmus erinnert an das Arabische und Berberische. Sie war sich des Problems bewusst, Gedanken und Gefühle beispielsweise berberischer Frauen, die in einem Kontext ohne Schriftsprache stehen, über das Arabische ins Französische zu transportieren und dabei Unschärfen hinnehmen zu müssen.
Djebar, die mit ihren neuen Romanen weltweit bekannt wurde, wendete nun verfeinerte, partiell postmoderne Stilmittel an. Die stringente Erzählweise wich einem gebrochenen hybriden, bilderreichen Sprachduktus. Stimmen unterschiedlicher Protagonistinnen werden mit historischen Diskursen der Kolonialgeschichte und des Befreiungskampfes verknüpft. Auf diese Weise sollte die erzwungene bleierne Stummheit der algerischen Frauen aufgehoben und das Schweigen über die Verbrechen des Kolonialsystems gebrochen werden. Die zahlreichen kulturellen und historischen Anspielungen, Quellen und Eigennamen, teilweise im Original in arabischer oder berberischer Sprache, sind für westliche Rezipienten nicht ohne weiteres verständlich, sodass ihren Büchern häufig ein Glossar angefügt ist. Hinzu kommt die besondere Problematik, ihre Werke durch Übersetzung in einer weiteren, der vierten, Sprache zugänglich zu machen.
Assia Djebar ist als Autorin und intellektuelle Frau im nicht definierten Raum zwischen arabischer und westlicher Kultur umstritten. Auf der einen Seite war sie eine renommierte, vielfach ausgezeichnete Schriftstellerin, die Leser im westlichen Kulturkreis und auch eine Minderheit in den arabischen Ländern, für die ihre Bücher erreichbar sind, mit ihren Werken berührt. Andererseits wurde kritisiert, sie ordne sich westlichen Wert- und Kulturstandards unter, lehne bewährte Traditionen ab und diskreditiere damit ihre Herkunft.
Die Verleihung des Friedenspreises des deutschen Buchhandels wurde von Barbara Frischmuth unter anderem mit den Worten begründet: „Sie hat in ihrem Werk ein Zeichen der Hoffnung gesetzt für die demokratische Erneuerung Algeriens, für den inneren Frieden in ihrer Heimat und für die Verständigung zwischen den Kulturen. Den vielfältigen Wurzeln ihrer Kultur verpflichtet, hat Assia Djebar einen wichtigen Beitrag zu einem neuen Selbstbewusstsein der Frauen in der arabischen Welt geleistet.“ Assia Djebar widmete ihre Dankesrede unter dem Titel Sprache des Exils – Sprache der Unbeugsamkeit drei 1993/94 in Algerien ermordeten Schriftstellern.

## Zitate
„Ich wurde in einem muslimischen Glauben erzogen, der seit Generationen der Glauben meiner Vorfahren war, der mich emotional und geistig geprägt hat und gegen den ich mich, eingestandenermaßen, auflehne wegen seiner Verbote, aus denen ich mich bisher nicht völlig lösen konnte. Ich schreibe also, doch auf Französisch, in der Sprache des ehemaligen Kolonisators, die jedoch, und zwar unverrückbar, zur Sprache meines Denkens geworden ist, während meine Sprache der Liebe, des Leidens und auch des Gebets (manchmal bete ich) das Arabische, meine Muttersprache, ist. Und da ist noch die berberische Sprache meiner Heimatregion…, eine Sprache, die ich nicht vergessen kann, deren Rhythmus mir stets gegenwärtig ist…, in der ich, ohne es zu wollen, in meinem Innern «Nein» sage; als Frau und vor allem in meinem andauernden Bemühen als Schriftstellerin.“

„Es berührt mich, dass die Akademie mich als Nachfolgerin von Georges Vedel aufgenommen hat. Ich bin kein Symbol. Ich schreibe nur. Jedes meiner Bücher ist ein Schritt zum Verständnis der maghrebinischen Identität, und ein Versuch, in die Moderne einzutreten. Wie jeder Schriftsteller arbeite ich mit meiner Kultur und führe vielfältige Motive und Welten zusammen.“

## Auszeichnungen
1962 wurde Djebar mit dem Französischen Kulturpreis für Les enfants du nouveau monde ausgezeichnet. 1979 bekam sie den „Preis der internationalen Kritik“ auf der Biennale in Venedig für ihren Film La Nouba des Femmes du Mont Chenoua. 1989 erhielt sie für ihr Werk Die Schattenkönigin den LiBeraturpreis. Die Universität Wien zeichnete sie 1995 mit der Ehrendoktorwürde aus. Den Prix Maurice Maeterlinck bekam sie ebenfalls 1995 in Brüssel. Ein Jahr später wurde ihr in den USA der Neustadt International Prize for Literature für ihr Gesamtwerk verliehen. 1997 erhielt sie in Boston den Marguerite Yourcenar Prize.
1999 wurde Djebar Mitglied der Königlichen Belgischen Académie für französische Sprache und Literatur und wurde mit der Médaille de Vermeil de la francophonie der Académie française ausgezeichnet. Im Jahr 2000 erhielt sie den Friedenspreis des Deutschen Buchhandels. Anlässlich der Frankfurter Buchmesse mit dem Schwerpunkt Arabische Literatur im Oktober 2004 fand eine Lesung mit Assia Djebar statt. Die Universität Osnabrück – Fachbereich Sprach- und Literaturwissenschaft – verlieh ihr im Juni 2005 die Ehrendoktorwürde. Im selben Jahr erhielt sie in Italien den Pablo Neruda-Preis und im folgenden Jahr in Turin den Grinzane Cavour-Preis.
Am 16. Juni 2005 wurde Assia Djebar als erste Autorin oder Autor des Maghreb in die Académie française (Fauteuil 5) gewählt.

## Werke

### Erzählungen und Novellen
- Femmes d’Alger dans leurs appartement. Michel, Paris 2012, ISBN 978-2-253-06821-1 (EA Paris 1980)
  - Deutsch: Die Frauen von Algier. Fischer Taschenbuchverlag, Frankfurt am Main 2012, ISBN 978-3-596-18267-1 (EA Zürich 1999, übersetzt von Alexandra von Reinhardt)[18]
- Le blanc d’Algérie. Albin Michel, Paris 1996, ISBN 2-226-08457-6 (EA Paris 1995)
  - Deutsch: Weißes Algerien. Unionsverlag, Zürich 2002, ISBN 3-293-20178-4 (EA Zürich 1996, übersetzt von Hans Thill)[19]
- Oran, langue morte. Actes Sud, Arles 2001, ISBN 2-7427-3445-7 (EA Arles 1997)
  - Deutsch: Oran – Algerische Nacht. Unionsverlag, Zürich 2003, ISBN 3-293-20275-6 (EA Zürich 2001, übersetzt von Beate Thill)[20]

### Romane
- La soif. Barzagkh, Algier 2017, ISBN 978-9931-04-034-7 (französisch, EA Paris 1957).
  - Deutsch: Die Zweifelnden. Heyne, München 1993, ISBN 3-453-06424-0 (übersetzt von Rudolf Kimmig)
  - Deutsch: Durst. Unionsverlag, Zürich 2002, ISBN 3-293-00279-X (EA Zürich 2001, übersetzt von Rudolf Kimmig nach Alice Grünfelder)[21]
- Les impatients. Juillard, Paris 1958.
  - Deutsch: Die Ungeduldigen. Scherz Verlag, Bern 1991, ISBN 3-502-10151-5 (EA Bern 1959, übersetzt von Wilhelm Maria Lüsberg)
  - Deutsch: Die Ungeduldigen. Heyne, München 1992, ISBN 3-453-06119-5 (übersetzt von Wilhelm Maria Lüsberg)
  - Deutsch: Die Ungeduldigen. Unionsverlag, Zürich 2000, ISBN 3-293-20191-1 (übersetzt von Wilhelm Maria Lüsberg)[22]
- Les enfants du nouveau monde. Juillard, Paris 1962. (bisher nicht übersetzt)[23]
- Les alouettes naives. Actes Sud, Arles 2005, ISBN 2-7427-1169-4 (EA Paris 1967) (bisher nicht übersetzt)[24]
- Algerisches Quartett

1. L’amour, la fantasia. Albin Michel, Paris 2015, ISBN 978-2-226-07748-6 (EA Paris 1985)
Deutsch: Fantasia. Unionsverlag, Zürich 2000, ISBN 3-293-20031-1 (EA Zürich 1990, übersetzt von Inge M. Artl).[25]
2. Ombre Sultane. Michel, Paris 2008, ISBN 978-2-253-12098-8 (EA Paris 1987)
Deutsch: Die Schattenkönigin. Unionsverlag, Zürich 2001, ISBN 3-293-20011-7 (EA Zürich 1988, übersetzt von Inge M. Artl)[26][27]
3. Vaste est la prison. Michel, Paris 2015, ISBN 978-2-253-15222-4 (EA Paris 1995)
Deutsch: Weit ist mein Gefängnis. Unionsverlag, Zürich 2003, ISBN 3-293-20192-X (EA Zürich 1997, übersetzt von Hans Thill)[28]
4. Der vierte Band ist nicht erschienen. Das Algerische Quartett blieb unvollendet.

- Loin de Médine. Michel, Paris 2017, ISBN 978-2-253-13672-9 (EA Paris 1991)
  - Deutsch: Fern von Medina. Unionsverlag, Zürich 2000, ISBN 3-293-20088-5 (EA Zürich 1994, übersetzt von Hans Thill)[29][30]
- Les nuits de Strasbourg. Actes Sud, Arles 2003, ISBN 2-7427-4226-3 (EA Arles 1997)
  - Deutsch: Nächte in Straßburg. Fischer Taschenbuchverlag, Frankfurt am Main 2012, ISBN 978-3-596-18266-4 (EA Zürich 1999, übersetzt von Beate Thill)[31][32]
- La femme sans sépulture. Albin Michel, Paris 2013, ISBN 978-2-253-10816-0 (EA Paris 2002)
  - Deutsch: Frau ohne Begräbnis. Unionsverlag, Zürich 2004, ISBN 3-293-20302-7 (EA Zürich 2003, übersetzt von Beate Thill)[33][34]
- La disparition de la langue francaise. LGF, Paris 2015, ISBN 978-2-253-11699-8 (EA Paris 2003)
  - Deutsch: Das verlorene Wort. Unionsverlag, Zürich 2004, ISBN 3-293-00338-9 (übersetzt von Beate Thill).[35][36]
- Nulle part dans la maison de mon père (= Babel. Band 993). Actes Sud, Arles 2010, ISBN 978-2-7427-8485-1 (EA Paris 2007)
  - Deutsch: Nirgendwo im Haus meines Vaters. Fischer Taschenbuchverlag, Frankfurt am Main 2012, ISBN 978-3-596-18268-8 (EA Frankfurt am Main 2009, übersetzt von Marlene Frucht (Autobiografischer Roman bis z. 17. Lebensjahr))[37][38]

### Theaterstücke
- gemeinsam mit Walid Garn: Rouge l'abue. Piece en 4 actes et 10 tableaux. SNED, Algier 1969 (französisch)
  - Deutsch: Morgenröte. Stück in 4 Akten und 10 Bildern. In: Joachim Fiebach (Hrsg.): Stücke Afrikas. Henschelverlag, Berlin 1974, S. 257–323 (übersetzt von Bernd Schirmer)

### Filme
- La Nouba des femmes du Mont Chenoua. Drehbuch und Regie, Algerien 1978 (Preis der internationalen Kritik auf der Biennale in Venedig 1979)
- La Zerda ou les chants de l’oubli. Drehbuch und Regie, Algerien 1982 (Sonderpreis der Berlinale 1982 für den besten historischen Film)

### Hörspiele
- Morgenröte, 1972, Rundfunk der DDR
- Das Fieber in der Stadt, 1999, HR
- Das verlorene Wort, 2005, WDR

### Reden und Essays
- Ces voix qui m’assiègent, en marge de ma francophonie. Essays, Albin Michel, Paris 1999, ISBN 2-226-10823-8.
- Rede anlässlich der Verleihung des Friedenspreises des Deutschen Buchhandels 2000 während der Frankfurter Buchmesse in der Paulskirche: Laudatio, Rede und Übersetzung der Rede als PDF-Datei
- Eurozine - Narben in meinem Gedächtnis - Assia Djebar Über Algeriens literarische Ahnen und die Wahl der Sprache Auszug aus ihrer Rede am 22. Juni 2006 anlässlich ihrer Aufnahme in die Académie Française

### Lesungen
- Fantasia (L’amour, la fantasia), Sprecherin: Birgitta Assheuer, SWR 2002 (veröffentlicht in der SWRedition, ISBN 978-3-95615-095-1, erhältlich bei allen gängigen Audio-Portalen)